# 2e étape du Tour d'Italie 2022
Pour un article plus général, voir Tour d'Italie 2022.
La 2e étape du Tour d'Italie 2022 se déroule le samedi 7 mai 2022 sous la forme d'un contre-la-montre individuel à Budapest, en Hongrie, sur une distance de 9,2 km. Elle a été remportée par le Britannique Simon Yates (BikeExchange Jayco).

## Parcours
La rampe de lancement est installée sur la place des Héros, dans le quartier de Pest. Plat sur les 7 900 premières mètres, passant devant le Parlement et franchissant le Danube à mi-parcours, le parcours s'élève pour les 1 300 derniers mètres jusqu'au château de Buda, ascension répertoriée au classement de la montagne (1,3 km à 4,9%, 4C), avec un pied raide, où la maximale est à 14 % sur des pavés de ville.

## Déroulement de la course
Comme pour chaque contre-la-montre individuel, les coureurs s'élancent dans l'ordre inverse du classement général.
Dans l'ordre, huit coureurs se sont vu obtenir le meilleur temps au cours de la journée : premier parti, le Belge Harm Vanhoucke (Lotto-Soudal) est le premier à inscrire son temps, en 12 : 48 : 93. S'ensuit : le Britannique Alex Dowsett (Israel-Premier Tech), en 12 : 23 : 16 ; le Néerlandais Jos van Emden (Jumbo-Visma), en 12 : 19 : 55 ; l'Italien Edoardo Affini (Jumbo-Visma), en 12 : 10 : 10 ; l'Allemand Lennard Kämna (Bora-Hansgrohe), en 12 : 07 : 52 (son temps est celui qui est resté le plus longtemps invaincu, soit près de 53 minutes) ; le champion d'Italie Matteo Sobrero (BikeExchange Jayco), en 12 : 03 : 27 ; le Néerlandais Tom Dumoulin (Jumbo-Visma), en 11 : 55 : 44 et, finalement, le Britannique Simon Yates (BikeExchange Jayco), en 11 : 50 : 41, qui remporte la première des deux épreuves chronométrées au programme du Tour d'Italie 2022.
Du côté des favoris à la victoire finale, le Norvégien Tobias Foss (Jumbo-Visma) réalise un très bon temps, en 12 : 07 : 17 ; le Hongrois Attila Valter (Groupama FDJ) ne performe pas, en 12 : 41 : 52 ; tout comme l'Italien Giulio Ciccone (Trek-Segafredo), en 12 : 40 : 80. Tom Dumoulin, vainqueur du Tour d'Italie 2017, est un temps meilleur performeur, en 11 : 55 : 44 ; avant d'être détrôné par le futur vainqueur de l'étape, Simon Yates, en 11 : 50 : 41. L'Espagnol Mikel Landa (Bahrain Victorious) et le Français Romain Bardet (DSM) réalisent de bons temps, respectivement, en 12 : 23 : 25 et en 12 : 14 : 33. L'Italien Vincenzo Nibali (Astana Qazaqstan), double vainqueur de l'épreuve en 2013 et en 2016, réalise un excellent temps, en 12 : 09 : 17 ; tout comme le Portugais João Almeida (UAE Emirates), en 12 : 08 : 54 ; et le Néerlandais Bauke Mollema (Trek-Segafredo), en 12 : 11 : 56. Vainqueur de l'édition 2019, le champion équatorien Richard Carapaz (INEOS Grenadiers) réalise un bon temps, en 12 : 18 : 34. Le Néerlandais Wilco Kelderman (Bora-Hansgrohe) parvient à inscrire un très bon temps, en 12 : 07 : 40. Maillot rose, le Néerlandais Mathieu van der Poel (Alpecin-Fenix) réalise le second meilleur temps de la journée, en 11 : 53 : 40, et conserve donc la première place au classement général.
À l'unique point intermédiaire de la journée, situé au Ponty Utca (km 7,9), le meilleur temps appartient à Simon Yates, en 09 : 31.
Les points du classement de la montagne vont à l'Allemand Rick Zabel (Israel-Premier Tech).
Mathieu van der Poel conserve son maillot rose, violet et bleu. Le maillot blanc de meilleur jeune revient à Matteo Sobrero. L'équipe Jumbo-Visma est première au classement par équipes.

## Résultats

### Classement de l'étape
| \| Classement de l'étape \| Classement de l'étape \| Classement de l'étape \| Classement de l'étape \| Classement de l'étape \| \| Coureur \| Coureur \| Pays \| Équipe \| Temps \| \| --------------------- \| --------------------- \| --------------------- \| ----------------------- \| --------------------- \| \| 1er \| Simon Yates \| Royaume-Uni \| Team BikeExchange-Jayco \| 11 min 50 s \| \| 2e \| Mathieu van der Poel \| Pays-Bas \| Alpecin-Fenix \| + 3 s \| \| 3e \| Tom Dumoulin \| Pays-Bas \| Jumbo-Visma \| + 5 s \| \| 4e \| Matteo Sobrero \| Italie \| Team BikeExchange-Jayco \| + 13 s \| \| 5e \| Ben Tulett \| Royaume-Uni \| Ineos Grenadiers \| + 13 s \| \| 6e \| Tobias Foss \| Norvège \| Jumbo-Visma \| + 17 s \| \| 7e \| Wilco Kelderman \| Pays-Bas \| Bora-Hansgrohe \| + 17 s \| \| 8e \| Lennard Kämna \| Allemagne \| Bora-Hansgrohe \| + 17 s \| \| 9e \| Mauro Schmid \| Suisse \| Quick-Step Alpha Vinyl \| + 18 s \| \| 10e \| Thymen Arensman \| Pays-Bas \| Team DSM \| + 18 s \| |                      |             |                         |             |
| |                      |             |                         |             |
| Source : ProCyclingStats |                      |             |                         |             |
| Classement de l'étape |                      |             |                         |             |
| Coureur | Coureur              | Pays        | Équipe                  | Temps       |
| 1er | Simon Yates          | Royaume-Uni | Team BikeExchange-Jayco | 11 min 50 s |
| 2e | Mathieu van der Poel | Pays-Bas    | Alpecin-Fenix           | + 3 s       |
| 3e | Tom Dumoulin         | Pays-Bas    | Jumbo-Visma             | + 5 s       |
| 4e | Matteo Sobrero       | Italie      | Team BikeExchange-Jayco | + 13 s      |
| 5e | Ben Tulett           | Royaume-Uni | Ineos Grenadiers        | + 13 s      |
| 6e | Tobias Foss          | Norvège     | Jumbo-Visma             | + 17 s      |
| 7e | Wilco Kelderman      | Pays-Bas    | Bora-Hansgrohe          | + 17 s      |
| 8e | Lennard Kämna        | Allemagne   | Bora-Hansgrohe          | + 17 s      |
| 9e | Mauro Schmid         | Suisse      | Quick-Step Alpha Vinyl  | + 18 s      |
| 10e | Thymen Arensman      | Pays-Bas    | Team DSM                | + 18 s      |

### Classements aux points intermédiaires
| \| Classement intermédiaire no 1 Ponty Utca (km 7,9) \| Classement intermédiaire no 1 Ponty Utca (km 7,9) \| Classement intermédiaire no 1 Ponty Utca (km 7,9) \| Classement intermédiaire no 1 Ponty Utca (km 7,9) \| Classement intermédiaire no 1 Ponty Utca (km 7,9) \| \| \| Coureur \| Pays \| Équipe \| Temps \| \| ------------------------------------------------- \| ------------------------------------------------- \| ------------------------------------------------- \| ------------------------------------------------- \| ------------------------------------------------- \| \| 1er \| Simon Yates \| Grande-Bretagne \| BikeExchange Jayco \| en 9 min 31 s \| \| 2e \| Tom Dumoulin \| Pays-Bas \| Jumbo-Visma \| + 1 s \| \| 3e \| Mathieu van der Poel \| Pays-Bas \| Alpecin-Fenix \| + 1 s \| \| 4e \| Vincenzo Nibali \| Italie \| Astana Qazaqstan \| + 5 s \| \| 5e \| Lennard Kämna \| Allemagne \| Bora-Hansgrohe \| + 5 s \| \| 6e \| Ben Tulett \| Grande-Bretagne \| Ineos Grenadiers \| + 6 s \| \| 7e \| Matteo Sobrero \| Italie \| BikeExchange Jayco \| + 8 s \| \| 8e \| Tobias Foss \| Norvège \| Jumbo-Visma \| + 9 s \| \| 9e \| Richard Carapaz \| Équateur \| Ineos Grenadiers \| + 10 s \| \| 10e \| Mauro Schmid \| Suisse \| Quick-Step Alpha Vinyl \| + 11 s \| \| modifier \| \| \| \| \| |                      |                 |                        |               |
| Classement intermédiaire no 1 Ponty Utca (km 7,9) |                      |                 |                        |               |
| | Coureur              | Pays            | Équipe                 | Temps         |
| 1er | Simon Yates          | Grande-Bretagne | BikeExchange Jayco     | en 9 min 31 s |
| 2e | Tom Dumoulin         | Pays-Bas        | Jumbo-Visma            | + 1 s         |
| 3e | Mathieu van der Poel | Pays-Bas        | Alpecin-Fenix          | + 1 s         |
| 4e | Vincenzo Nibali      | Italie          | Astana Qazaqstan       | + 5 s         |
| 5e | Lennard Kämna        | Allemagne       | Bora-Hansgrohe         | + 5 s         |
| 6e | Ben Tulett           | Grande-Bretagne | Ineos Grenadiers       | + 6 s         |
| 7e | Matteo Sobrero       | Italie          | BikeExchange Jayco     | + 8 s         |
| 8e | Tobias Foss          | Norvège         | Jumbo-Visma            | + 9 s         |
| 9e | Richard Carapaz      | Équateur        | Ineos Grenadiers       | + 10 s        |
| 10e | Mauro Schmid         | Suisse          | Quick-Step Alpha Vinyl | + 11 s        |
| modifier |                      |                 |                        |               |

### Points attribués pour le classement par points
| \| Arrivée d'étape Budapest (km 9,2) \| Arrivée d'étape Budapest (km 9,2) \| Arrivée d'étape Budapest (km 9,2) \| Arrivée d'étape Budapest (km 9,2) \| Arrivée d'étape Budapest (km 9,2) \| \| --------------------------------- \| --------------------------------- \| --------------------------------- \| --------------------------------- \| --------------------------------- \| \| \| Coureur \| Pays \| Équipe \| Point(s) \| \| 1er \| Simon Yates \| Grande-Bretagne \| BikeExchange Jayco \| 15 \| \| 2e \| Mathieu van der Poel \| Pays-Bas \| Alpecin-Fenix \| 12 \| \| 3e \| Tom Dumoulin \| Pays-Bas \| Jumbo-Visma \| 9 \| \| 4e \| Matteo Sobrero \| Italie \| BikeExchange Jayco \| 7 \| \| 5e \| Ben Tulett \| Grande-Bretagne \| Ineos Grenadiers \| 6 \| \| 6e \| Tobias Foss \| Norvège \| Jumbo-Visma \| 5 \| \| 7e \| Wilco Kelderman \| Pays-Bas \| Bora-Hansgrohe \| 4 \| \| 8e \| Lennard Kämna \| Allemagne \| Bora-Hansgrohe \| 3 \| \| 9e \| Mauro Schmid \| Suisse \| Quick-Step Alpha Vinyl \| 2 \| \| 10e \| Thymen Arensman \| Pays-Bas \| DSM \| 1 \| \| modifier \| \| \| \| \| |                      |                 |                        |          |
| Arrivée d'étape Budapest (km 9,2) |                      |                 |                        |          |
| | Coureur              | Pays            | Équipe                 | Point(s) |
| 1er | Simon Yates          | Grande-Bretagne | BikeExchange Jayco     | 15       |
| 2e | Mathieu van der Poel | Pays-Bas        | Alpecin-Fenix          | 12       |
| 3e | Tom Dumoulin         | Pays-Bas        | Jumbo-Visma            | 9        |
| 4e | Matteo Sobrero       | Italie          | BikeExchange Jayco     | 7        |
| 5e | Ben Tulett           | Grande-Bretagne | Ineos Grenadiers       | 6        |
| 6e | Tobias Foss          | Norvège         | Jumbo-Visma            | 5        |
| 7e | Wilco Kelderman      | Pays-Bas        | Bora-Hansgrohe         | 4        |
| 8e | Lennard Kämna        | Allemagne       | Bora-Hansgrohe         | 3        |
| 9e | Mauro Schmid         | Suisse          | Quick-Step Alpha Vinyl | 2        |
| 10e | Thymen Arensman      | Pays-Bas        | DSM                    | 1        |
| modifier |                      |                 |                        |          |

### Points attribués pour le classement du meilleur grimpeur
| \| Budapest (km 9,2) 4e catégorie (1,3 km à 4,7%) \| Budapest (km 9,2) 4e catégorie (1,3 km à 4,7%) \| Budapest (km 9,2) 4e catégorie (1,3 km à 4,7%) \| Budapest (km 9,2) 4e catégorie (1,3 km à 4,7%) \| Budapest (km 9,2) 4e catégorie (1,3 km à 4,7%) \| \| ---------------------------------------------- \| ---------------------------------------------- \| ---------------------------------------------- \| ---------------------------------------------- \| ---------------------------------------------- \| \| \| Coureur \| Pays \| Équipe \| Point(s) \| \| 1er \| Rick Zabel \| Allemagne \| Israel-Premier Tech \| 3 \| \| 2e \| Pascal Eenkhoorn \| Pays-Bas \| Jumbo-Visma \| 2 \| \| 3e \| Simon Yates \| Grande-Bretagne \| BikeExchange Jayco \| 1 \| \| modifier \| \| \| \| \| |                  |                 |                     |          |
| Budapest (km 9,2) 4e catégorie (1,3 km à 4,7%) |                  |                 |                     |          |
| | Coureur          | Pays            | Équipe              | Point(s) |
| 1er | Rick Zabel       | Allemagne       | Israel-Premier Tech | 3        |
| 2e | Pascal Eenkhoorn | Pays-Bas        | Jumbo-Visma         | 2        |
| 3e | Simon Yates      | Grande-Bretagne | BikeExchange Jayco  | 1        |
| modifier |                  |                 |                     |          |

## Classements à l'issue de l'étape

### Classement général
| \| Classement général \| Classement général \| Classement général \| Classement général \| Classement général \| \| Coureur \| Coureur \| Pays \| Équipe \| Temps \| \| ------------------ \| -------------------- \| ------------------ \| ----------------------- \| ------------------ \| \| 1er \| Mathieu van der Poel \| Pays-Bas \| Alpecin-Fenix \| 4 h 47 min 11 s \| \| 2e \| Simon Yates \| Royaume-Uni \| Team BikeExchange-Jayco \| + 11 s \| \| 3e \| Tom Dumoulin \| Pays-Bas \| Jumbo-Visma \| + 16 s \| \| 4e \| Matteo Sobrero \| Italie \| Team BikeExchange-Jayco \| + 24 s \| \| 5e \| Wilco Kelderman \| Pays-Bas \| Bora-Hansgrohe \| + 24 s \| \| 6e \| Ben Tulett \| Royaume-Uni \| Ineos Grenadiers \| + 24 s \| \| 7e \| Tobias Foss \| Norvège \| Jumbo-Visma \| + 28 s \| \| 8e \| Bauke Mollema \| Pays-Bas \| Trek-Segafredo \| + 28 s \| \| 9e \| Pello Bilbao \| Espagne \| Bahrain Victorious \| + 29 s \| \| 10e \| Mauro Schmid \| Suisse \| Quick-Step Alpha Vinyl \| + 29 s \| |                      |             |                         |                 |
| |                      |             |                         |                 |
| Source : ProCyclingStats |                      |             |                         |                 |
| Classement général |                      |             |                         |                 |
| Coureur | Coureur              | Pays        | Équipe                  | Temps           |
| 1er | Mathieu van der Poel | Pays-Bas    | Alpecin-Fenix           | 4 h 47 min 11 s |
| 2e | Simon Yates          | Royaume-Uni | Team BikeExchange-Jayco | + 11 s          |
| 3e | Tom Dumoulin         | Pays-Bas    | Jumbo-Visma             | + 16 s          |
| 4e | Matteo Sobrero       | Italie      | Team BikeExchange-Jayco | + 24 s          |
| 5e | Wilco Kelderman      | Pays-Bas    | Bora-Hansgrohe          | + 24 s          |
| 6e | Ben Tulett           | Royaume-Uni | Ineos Grenadiers        | + 24 s          |
| 7e | Tobias Foss          | Norvège     | Jumbo-Visma             | + 28 s          |
| 8e | Bauke Mollema        | Pays-Bas    | Trek-Segafredo          | + 28 s          |
| 9e | Pello Bilbao         | Espagne     | Bahrain Victorious      | + 29 s          |
| 10e | Mauro Schmid         | Suisse      | Quick-Step Alpha Vinyl  | + 29 s          |

| Classement par points | Classement par points | Classement par points | Classement par points              | Classement par points |
| Coureur               | Coureur               | Pays                  | Équipe                             | Points                |
| --------------------- | --------------------- | --------------------- | ---------------------------------- | --------------------- |
| 1er                   | Mathieu van der Poel  | Pays-Bas              | Alpecin-Fenix                      | 62 pts                |
| 2e                    | Biniam Girmay         | Érythrée              | Intermarché-Wanty-Gobert Matériaux | 35 pts                |
| 3e                    | Pello Bilbao          | Espagne               | Bahrain Victorious                 | 25 pts                |
| 4e                    | Wilco Kelderman       | Pays-Bas              | Bora-Hansgrohe                     | 18 pts                |
| 5e                    | Magnus Cort Nielsen   | Danemark              | EF Education-EasyPost              | 18 pts                |
| 6e                    | Simon Yates           | Royaume-Uni           | Team BikeExchange-Jayco            | 15 pts                |
| 7e                    | Filippo Tagliani      | Italie                | Drone Hopper-Androni Giocattoli    | 12 pts                |
| 8e                    | Richard Carapaz       | Équateur              | Ineos Grenadiers                   | 12 pts                |
| 9e                    | Bauke Mollema         | Pays-Bas              | Trek-Segafredo                     | 10 pts                |
| 10e                   | Tom Dumoulin          | Pays-Bas              | Jumbo-Visma                        | 9 pts                 |

| Classement par points | Classement par points | Classement par points | Classement par points              | Classement par points |
| Coureur               | Coureur               | Pays                  | Équipe                             | Points                |
| --------------------- | --------------------- | --------------------- | ---------------------------------- | --------------------- |
| 1er                   | Mathieu van der Poel  | Pays-Bas              | Alpecin-Fenix                      | 62 pts                |
| 2e                    | Biniam Girmay         | Érythrée              | Intermarché-Wanty-Gobert Matériaux | 35 pts                |
| 3e                    | Pello Bilbao          | Espagne               | Bahrain Victorious                 | 25 pts                |
| 4e                    | Wilco Kelderman       | Pays-Bas              | Bora-Hansgrohe                     | 18 pts                |
| 5e                    | Magnus Cort Nielsen   | Danemark              | EF Education-EasyPost              | 18 pts                |
| 6e                    | Simon Yates           | Royaume-Uni           | Team BikeExchange-Jayco            | 15 pts                |
| 7e                    | Filippo Tagliani      | Italie                | Drone Hopper-Androni Giocattoli    | 12 pts                |
| 8e                    | Richard Carapaz       | Équateur              | Ineos Grenadiers                   | 12 pts                |
| 9e                    | Bauke Mollema         | Pays-Bas              | Trek-Segafredo                     | 10 pts                |
| 10e                   | Tom Dumoulin          | Pays-Bas              | Jumbo-Visma                        | 9 pts                 |

| Classement du meilleur jeune | Classement du meilleur jeune | Classement du meilleur jeune | Classement du meilleur jeune       | Classement du meilleur jeune |
| Coureur                      | Coureur                      | Pays                         | Équipe                             | Temps                        |
| ---------------------------- | ---------------------------- | ---------------------------- | ---------------------------------- | ---------------------------- |
| 1er                          | Matteo Sobrero               | Italie                       | Team BikeExchange-Jayco            | 4 h 47 min 35 s              |
| 2e                           | Ben Tulett                   | Royaume-Uni                  | Ineos Grenadiers                   | + 0 s                        |
| 3e                           | Tobias Foss                  | Norvège                      | Jumbo-Visma                        | + 4 s                        |
| 4e                           | Mauro Schmid                 | Suisse                       | Quick-Step Alpha Vinyl             | + 5 s                        |
| 5e                           | João Almeida                 | Portugal                     | UAE Team Emirates                  | + 5 s                        |
| 6e                           | Mattias Skjelmose            | Danemark                     | Trek-Segafredo                     | + 16 s                       |
| 7e                           | Biniam Girmay                | Érythrée                     | Intermarché-Wanty-Gobert Matériaux | + 19 s                       |
| 8e                           | Mauri Vansevenant            | Belgique                     | Quick-Step Alpha Vinyl             | + 19 s                       |
| 9e                           | Thymen Arensman              | Pays-Bas                     | Team DSM                           | + 20 s                       |
| 10e                          | Santiago Buitrago            | Colombie                     | Bahrain Victorious                 | + 23 s                       |

| Classement du meilleur jeune | Classement du meilleur jeune | Classement du meilleur jeune | Classement du meilleur jeune       | Classement du meilleur jeune |
| Coureur                      | Coureur                      | Pays                         | Équipe                             | Temps                        |
| ---------------------------- | ---------------------------- | ---------------------------- | ---------------------------------- | ---------------------------- |
| 1er                          | Matteo Sobrero               | Italie                       | Team BikeExchange-Jayco            | 4 h 47 min 35 s              |
| 2e                           | Ben Tulett                   | Royaume-Uni                  | Ineos Grenadiers                   | + 0 s                        |
| 3e                           | Tobias Foss                  | Norvège                      | Jumbo-Visma                        | + 4 s                        |
| 4e                           | Mauro Schmid                 | Suisse                       | Quick-Step Alpha Vinyl             | + 5 s                        |
| 5e                           | João Almeida                 | Portugal                     | UAE Team Emirates                  | + 5 s                        |
| 6e                           | Mattias Skjelmose            | Danemark                     | Trek-Segafredo                     | + 16 s                       |
| 7e                           | Biniam Girmay                | Érythrée                     | Intermarché-Wanty-Gobert Matériaux | + 19 s                       |
| 8e                           | Mauri Vansevenant            | Belgique                     | Quick-Step Alpha Vinyl             | + 19 s                       |
| 9e                           | Thymen Arensman              | Pays-Bas                     | Team DSM                           | + 20 s                       |
| 10e                          | Santiago Buitrago            | Colombie                     | Bahrain Victorious                 | + 23 s                       |

| Classement par équipes | Classement par équipes | Classement par équipes | Classement par équipes |
| Équipe                 | Équipe                 | Pays                   | Temps                  |
| ---------------------- | ---------------------- | ---------------------- | ---------------------- |
| 1re                    | Jumbo-Visma            | Pays-Bas               | 14 h 22 min 48 s       |
| 2e                     | Ineos Grenadiers       | Royaume-Uni            | + 11 s                 |
| 3e                     | BikeExchange-Jayco     | Australie              | + 16 s                 |
| 4e                     | Bora-Hansgrohe         | Allemagne              | + 22 s                 |
| 5e                     | Astana Qazaqstan Team  | Kazakhstan             | + 43 s                 |
| 6e                     | UAE Team Emirates      | Émirats arabes unis    | + 45 s                 |
| 7e                     | Trek-Segafredo         | États-Unis             | + 45 s                 |
| 8e                     | Bahrain Victorious     | Bahreïn                | + 48 s                 |
| 9e                     | Quick-Step Alpha Vinyl | Belgique               | + 1 min 01 s           |
| 10e                    | EF Education-EasyPost  | États-Unis             | + 1 min 24 s           |

| Classement par équipes | Classement par équipes | Classement par équipes | Classement par équipes |
| Équipe                 | Équipe                 | Pays                   | Temps                  |
| ---------------------- | ---------------------- | ---------------------- | ---------------------- |
| 1re                    | Jumbo-Visma            | Pays-Bas               | 14 h 22 min 48 s       |
| 2e                     | Ineos Grenadiers       | Royaume-Uni            | + 11 s                 |
| 3e                     | BikeExchange-Jayco     | Australie              | + 16 s                 |
| 4e                     | Bora-Hansgrohe         | Allemagne              | + 22 s                 |
| 5e                     | Astana Qazaqstan Team  | Kazakhstan             | + 43 s                 |
| 6e                     | UAE Team Emirates      | Émirats arabes unis    | + 45 s                 |
| 7e                     | Trek-Segafredo         | États-Unis             | + 45 s                 |
| 8e                     | Bahrain Victorious     | Bahreïn                | + 48 s                 |
| 9e                     | Quick-Step Alpha Vinyl | Belgique               | + 1 min 01 s           |
| 10e                    | EF Education-EasyPost  | États-Unis             | + 1 min 24 s           |

## Abandons
Aucun